# Allan Hills 77005
Allan Hills 77.005 (còn gọi là Allan Hills A77005, ALHA77005, ALH77005 và ALH77005 ) là một thiên thạch sao Hỏa đã được tìm thấy ở Đồi Allan của Nam Cực vào năm 1977 bởi một Viện Nhật Bản của nhóm nhiệm vụ Polar Research. Giống như các thành viên khác của nhóm các Thiên thạch Sao Hỏa (shergottite, nakhlite, chassignite), ALH-77.005 được cho là đến từ sao Hỏa.

## Miêu tả
Khi được phát hiện, khối lượng của ALH-77005 là 482,5 g (1,064 lb). Kiểm tra địa chất ban đầu xác định rằng thiên thạch được cấu tạo từ ~ 55% olivin, ~ 35% pyroxene, ~ 8% maskelynite và ~ 2% opaque.
Vào tháng 3 năm 2019, các nhà nghiên cứu đã báo cáo khả năng sinh học trong thiên thạch sao Hỏa này dựa trên vi ống và hình thái học của nó khi được phát hiện bằng kính hiển vi quang học và kính hiển vi FTIR-ATR, và về việc phát hiện các hợp chất hữu cơ khoáng hóa, sự sống của vi sinh vật có thể tồn tại trên hành tinh sao Hỏa. Rộng hơn, và do kết quả nghiên cứu của họ, các nhà nghiên cứu đề xuất vật liệu của Hệ mặt trời nên được nghiên cứu cẩn thận để xác định xem có thể có dấu hiệu của các dạng vi sinh vật trong các loại đá không gian khác hay không.